# Mötzelbach
Mötzelbach ist ein Ortsteil der Gemeinde Uhlstädt-Kirchhasel im Landkreis Saalfeld-Rudolstadt in Thüringen.

## Geografie und Geologie
Mötzelbach liegt 379 m über NN nördlich von Etzelbach auf einem Hochplateau der Südostthüringer Buntsandstein-Muschelkalkplatte. Die vom Saaletal aufstrebenden Hänge gehören der geologischen Formation des Buntsandsteins an. Auf dem Sandgestein des Plateaus ist Muschelkalk aufgelagert. Diese Standorte sind Grundwasser fern.
Sowohl von Etzelbach als auch von Kirchhasel über Oberhasel ist Mötzelbach auf ständig ansteigenden Verkehrsverbindungen zu erreichen. Früher führte vom Angerteich des Ortes ein Wanderweg nach Rudolstadt. Vorher war es der Weg der Marktfrauen. Rund um die Gemarkung des Dorfes steht Wald.
Die Wüstung Benndorf gehört zur Gemarkung.

## Geschichte
Am 16. Januar 1194 war die urkundliche Ersterwähnung von Mötzelbach. Die höchste Stelle im Ort ist mit der Kirche bebaut. Am Angerteich befinden sich drei Steinkreuze, Schwedenkreuze genannt.
Im Dorf ist das dörfliche Leben noch Tradition. Dies ist eine Grundlage für den Urlaub auf dem Lande. Das Hexhaus als Ferien- und Studienhaus ist ein weiteres Beispiel.
Das land- und waldwirtschaftliche Dorf hat auch die Entwicklung der Wirtschaft in Ostdeutschland mitgeprägt. Nach der Wende hat man neue Wege gefunden.

## Sehenswürdigkeiten
- Kirche St. Martin (Mötzelbach)